# عروتس شيفع
عروتس شيفع (بالعبرية: ערוץ שבע، وتعني القناة السابعة) شبكة إعلامية إسرائيلية بثلاث لغات، وهي ملك ليشيفا بيت إيل، -يشيفا هي مدرسة يهودية دينية حيث يتعليم بها مصادر الهالاخاه الشريعة اليهودية -، الشبكة تقدم موقع ويب إخباري بثلاث لغات، وإذاعة راديو، تبث مجاناً على الإنترنت، وتغطية إخبارية عن طريق البريد الإلكتروني يومياً.